# Laura Allen
Denna artikel handlar om skådespelerskan Laura Allen. För den pornografiska skådespelerskan, se Amber Lynn.
Laura Allen, född 21 mars 1974 i Portland, Oregon, är en amerikansk skådespelerska. Hon har två systrar, varav Jennifer är äldre och Lindsay är yngre. Innan hon studerade till skådespeleri arbetade hon mot våld i nära relationer.
Sin största framgång fick hon i tv-serien The 4400. Hon hade också en mindre roll i filmen Mona Lisas leende (2003) där hon spelade Susan Delacorte.